# M/A/R/R/S
M|A|R|R|S (ook wel MARRS) was een Brits studioproject dat in 1987 een nummer 1-hit had in onder meer Groot-Brittannië, België en Nederland met het nummer Pump Up the Volume. Dit nummer was een van de eerste singles die slechts bestonden uit samples van andere liedjes.
MARRS bestond uit de ledengroepen Colourbox en AR Kane, aangevuld met de dj's Dave Dorrell en Chris "C.J." Mackintosh. MARRS is een samenvoeging van de voornamen van enkele deelnemers (Martyn Young (Colourbox), Alex (AR Kane), Rudi (AR Kane), Russel (gelieerd aan AR Kane) en Steven Young (Colourbox)). Steven Young overleed in juli 2016.

## Gebruikte samples in Pump Up the Volume (selectie)
Enige van de tientallen gebruikte samples waren:
- Jimmy Castor Bunch - It's Just Begun
- Graham Central Station - The Jam
- Stock, Aitken & Waterman - Roadblock
- Tom Browne - Funkin' for Jamaica (N.Y.)
- Dunya Yunis -  Abu Zeluf
- The Bar-Kays - Holy Ghost
- Run-D.M.C. - Here We Go
- Original Concept - Pump That Bass

## Discografie

### Singles
| Single met eventuele hitnotering(en) in de Nederlandse Top 40 | Datum van verschijnen | Datum van binnenkomst | Hoogste positie | Aantal weken | Opmerkingen |
| ------------------------------------------------------------- | --------------------- | --------------------- | --------------- | ------------ | ----------- |
| Pump Up the Volume                                            | 1987                  | 03-10-1987            | 1(1wk)          | 12           |             |